# Ptenidium punctatum
Ptenidium punctatum is een keversoort uit de familie van de veervleugelkevers (Ptiliidae). De wetenschappelijke naam van de soort werd in 1827 gepubliceerd door Leonard Gyllenhaal.